# MDL Chime
MDL Chime è un plugin gratuito utilizzato dai browser web per mostrare le strutture tridimensionali delle molecole. È parte della linea di prodotti Integrated Scientific Information System acquistata dalla Symyx Technologies dalla casa editrice scientifica Elsevier nell'ottobre 2007. È basato sul codice RasMol.
Chime è utilizzato da un'ampia varietà di siti web di biochimica per la visualizzazione delle macromolecole. Molti di questi siti sono collegati al World Index of Molecular Visualization Resources. Chime era anche utilizzato fino al 2006 dal Protein Data Bank per esaminare le strutture archiviate.
Sebbene inizialmente disponibile, nel 1998, sia in versione per Windows 98 che Mac OS 9 per i browser Netscape e Internet Explorer, lo sviluppo di Chime non ha seguito il passaggio a macOS per Mac e il supporto per browser basati su windows diversi da Internet Explorer non è stato considerato (sebbene funzioni bene con  Mozilla Firefox). Nessuna caratteristica significativa è stata aggiunta dal 1998 eccetto gli aggiornamenti nel pacchetto di installazione che seguono lo sviluppo di Windows e Internet Explorer.
Secondo molti autori, Chime adesso è rimpiazzato da Jmol, visualizzatore 3D basato su Java e che ha mantenuto una certa compatibilità con i comandi Chime aggiungendo ulteriori caratteristiche.
In seguito Chime è stato rinominato Accelrys, ed è stato poi incluso nel pacchetto Discovery Studio.